# Zespół neuronów
Zespół neuronów (ang. neural ensemble) jest populacją komórek układu nerwowego (lub neuronów w hodowli) biorących udział w określonym procesie przetwarzania informacji w układzie nerwowym.
Koncepcję zespołu neuronów można wyśledzić już w pracach Charlesa Sherringtona, który opisywał funkcjonowanie ośrodkowego układu nerwowego (ang. central nervous system-CNS) jako systemu łuków odruchowych, złożonych z wzajemnie połączonych neuronów pobudzających i hamujących. W schemacie Sherringtona motoneurony są końcową wspólną drogą licznych obwodów neuronalnych o różnym stopniu złożoności.
Donald Hebb teoretycznie rozwinął koncepcję zespołu neuronów w książce „The Organization of Behavior" (1949). 
W latach 80. XX wieku Apostolos Georgopulos i jego koledzy Ron Kettner, Andrew Schwartz i Kenneth Johnson sformułowali hipotezę wektora populacyjnego, aby wyjaśnić, jak populacja neuronów kory ruchowej koduje kierunek ruchu. Podstawą tej hipotezy była obserwacja, że u poszczególnych neuronów istnieje większa skłonność do wyładowań w przypadku określonego kierunku ruchu, tzw. preferowanego kierunku dla każdego neuronu. W modelu wektora populacyjnego indywidualne neurony głosują za swoimi preferowanymi kierunkami za pomocą częstotliwości wyładowań. Wypadkowy kierunek ruchu powstaje w wyniku sumy wektorowej indywidualnych preferowanych kierunków pomnożonych przez współczynniki będące miarą częstotliwości wyładowań. Ten model sprawdził się, poprawnie opisując kodowanie w obrębie kory ruchowej i pozwalał przewidzieć nowe zjawiska, potwierdzone następnie w licznych doświadczeniach na małpach.
Zespoły neuronów kodują informację w sposób nieco podobny, jak to się dzieje podczas edycji haseł w Wikipedii - wiele edycji wykonanych przez wielu wikipedystów. Wiadomo, że pojedyncze neurony są bardzo hałaśliwe. Na przykład, badając aktywność tylko pojedynczego neuronu kory wzrokowej jest trudno zrekonstruować, co w danej chwili widzi oko badanego. Tak jak pojedynczy wikipedysta pojedynczy neuron nie wie wszystkiego i może popełniać błędy. Problem ten rozwiązany jest w mózgu poprzez wspólne działanie miliardów neuronów. Informacja przetwarzana jest w mózgu przez populację neuronów i przetwarzanie to jest rozdzielone na wiele z nich. W wielu sytuacjach każdy neuron przetwarza tylko cząstkę informacji i im więcej neuronów bierze udział w pracy, tym bardziej precyzyjne jest kodowanie informacji. Podczas gdy pojedyncze neurony wykazują duży współczynnik szumu do sygnału, populacja jako całość dokonuje uśrednienia szumu i w konsekwencji stosunek szumu do sygnału staje się niewielki. Podobny efekt wykorzystujemy podczas rejestracji z powierzchni czaszki potencjałów wywołanych.
Dość nieskomplikowane zespoły neuronów działają w rdzeniu kręgowym, gdzie kontrolują one podstawowe automatyzmy, takie jak: monosynaptyczny odruch ścięgnisty czy zwrotne unerwienie włókien mięśni szkieletowych. Zawierają one zarówno neurony pobudzające, jak i hamujące. Z kolei wewnątrzrdzeniowe własne zespoły neuronów, odpowiedzialne np. za koordynację ruchową kończyn podczas poruszania się, mają bardziej złożoną strukturę. Zespoły neuronów w korze mózgowej, jądrach podstawy czy móżdżku są obecnie tylko częściowo poznane, podczas gdy neuroanatomia tych struktur opisana jest bardzo szczegółowo.
Po wprowadzeniu technik rejestracji wieloelektrodowej dekodowanie informacji z dużych zespołów neuronów w czasie rzeczywistym stało się możliwe. Jeśli, jak wykazał Georgopoulos, tylko kilka neuronów kory ruchowej wystarczy do dokładnego przewidzenia ruchu ręki w dwóch płaszczyznach, rekonstrukcja ruchu całej kończyny powinna być możliwa na podstawie jednoczesnej rejestracji dostatecznej liczby neuronów. Równolegle, zachęcone przez duże granty badawcze DARPA, kilka laboratoriów badawczych rozpoczęło pracę nad interfejsem mózg-maszyna. Dwie z tych grup zakończyły sukcesem eksperymenty pokazujące, że zwierzęta mogą, używając interfejsów łączących ich korę mózgową z zewnętrznym urządzeniem  elektronicznym z wykorzystaniem modelu bazującego na czynności zespołów neuronów, kontrolować ruch kończyny, a nawet uczyć się tę kontrolę poprawiać. Grupy te były kierowane przez Johna Donoghue i Miguela Nicolelisa i obie zmierzają w kierunku powtórzenia swych doświadczeń na ludziach.